# دبيق شائك
الدبيق الشائك (باللاتينية: Bupleurum dumosum) نوع نباتي ينتمي إلى جنس الدبيق من الفصيلة الخيمية.

## الموئل والانتشار
موطن هذا النوع المغرب العربي وغرب حوض البحر الأبيض المتوسط.